# Calle Córdoba (Rosario)
La calle Córdoba es una de las más importantes de Rosario, provincia de Santa Fe, Argentina. Corre de este a oeste atravesando el centro de la ciudad. Se origina en el antiguo Camino Real, que llevaba desde la época colonial hacia la ciudad de Córdoba y las provincias "arribeñas", de ahí su nombre, que se prolonga actualmente como Ruta Nacional 9.

## Características
La calle Córdoba comienza cerca del río Paraná, en la Avenida Belgrano, en inmediaciones del Monumento a la Bandera, y asciende la antigua barranca, hoy allanada en una leve pendiente, en dirección al oeste, con un trazado ligeramente oblicuo que se acentúa a medida que deja la zona central.
Inmediatamente después de su inicio atraviesa el centro histórico, quedando a su vera edificios emblemáticos de la ciudad como el Palacio Vasallo (sede del Legislativo Municipal), la Basílica Catedral de Nuestra Señora del Rosario, el Palacio de Correos y la Plaza 25 de Mayo.
Posteriormente la calle se hace peatonal por siete cuadras, entre las calles Laprida y Paraguay. Este es el corazón bancario y comercial de la ciudad, allí destacan tiendas como  Falabella ubicada en el edificio de la tradicional tienda La Favorita y numerosas galerías comerciales, entre ellas la Galería Córdoba a la altura del 1000 donde se ubica la única tienda de sombreros de la ciudad, Mafia Sombreros.
Las siguientes siete cuadras, desde la calle Paraguay hasta el Boulevard Oroño, conforman el denominado Paseo del Siglo, zona caracterizada por su edificios históricos protegidos por un programa municipal de preservación del patrimonio edilicio.
Metros después del Boulevard Oroño, en Córdoba 2357 funcionaba el cine Alvear.
La calle continúa hacia el oeste y bordea, entre las calles Vera Mujica y Cafferata el Complejo Patio de la Madera (que incluye parque, centro de conferencias y sector de congresos y exhibiciones). Inmediatamente después pasa junto a la Terminal de Ómnibus Mariano Moreno.
Al atravesar el Bv. Avellaneda su nombre cambia por el de Av. Eva Perón. 
A poco más de 5 km de su inicio la calle Córdoba (Eva Perón en esta altura) ya una diagonal, atraviesa la calle Santa Fe y  se transforma en avenida de doble mano (hasta allí es una calle de sentido único con circulación de oeste a este). Pocos metros más adelante pasa por el Complejo Village Cinemas.
Posteriormente atraviesa el Barrio de Fisherton y finaliza en el Arroyo Ludueña (límite oeste del municipio) transformándose en la mencionada ruta 9.

## Galería de imágenes
Recorrido fotográfico por la calle Córdoba, desde el nacimiento hacia el Oeste:

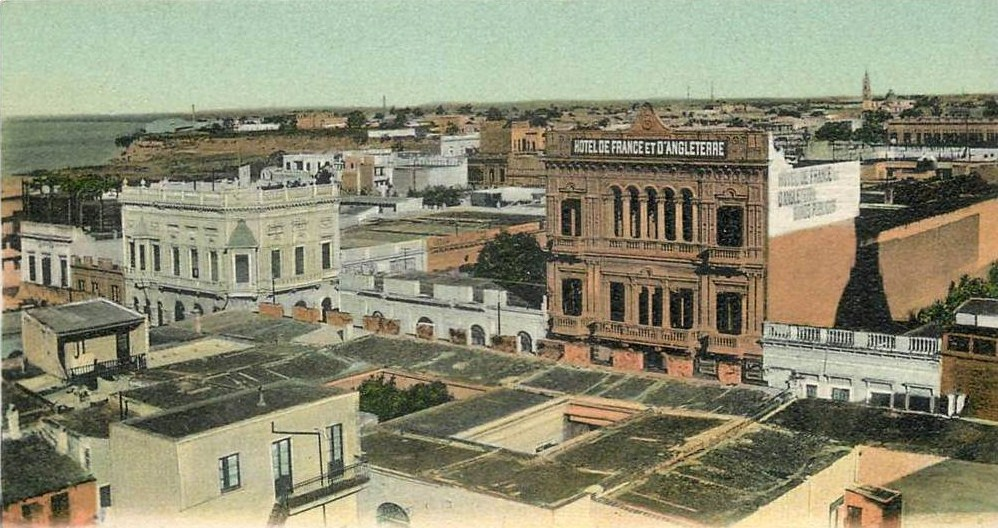
Fachadas de la calle Córdoba hacia 1910
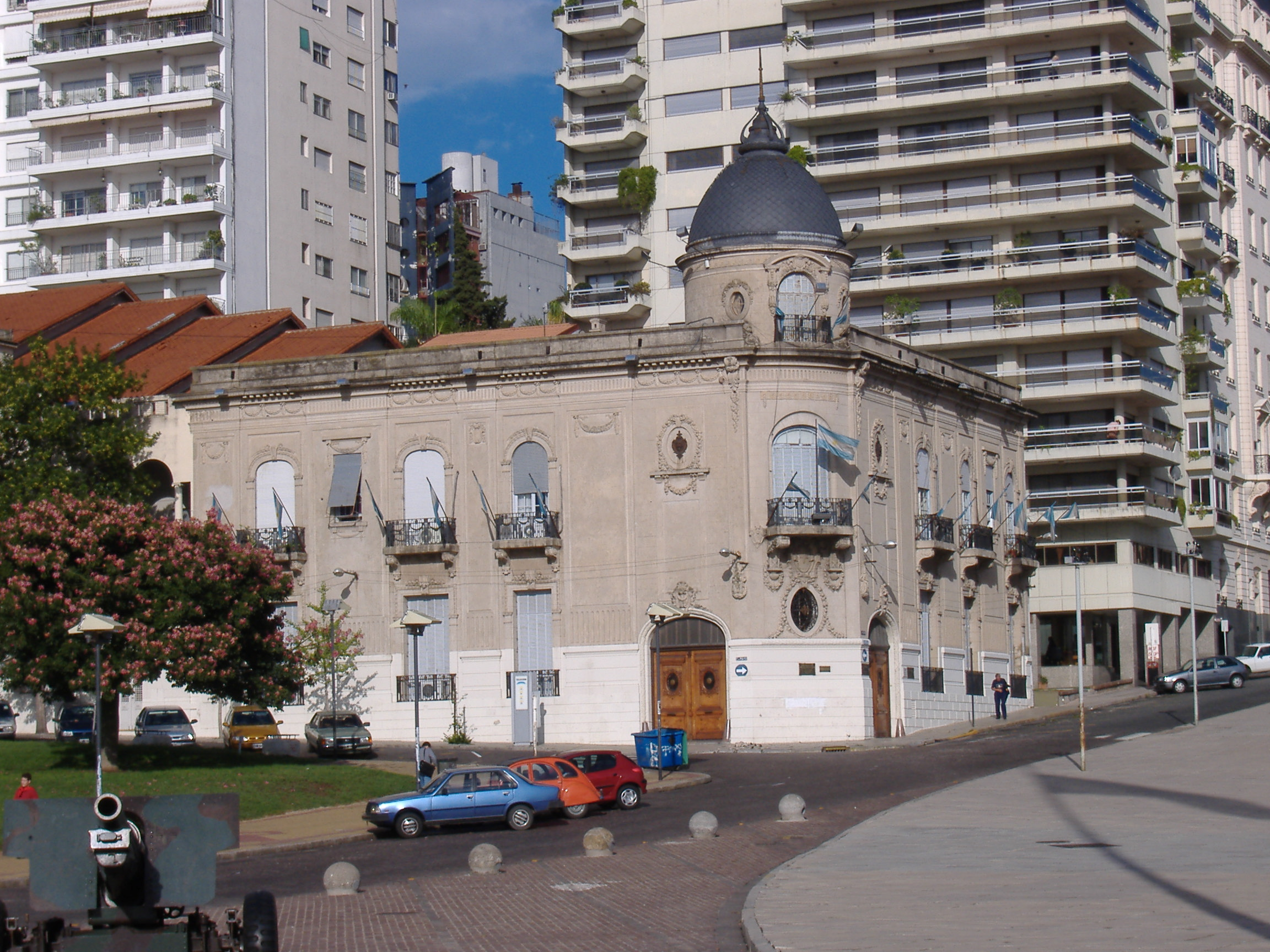
Palacio Vasallo, nacimiento de la calle Córdoba
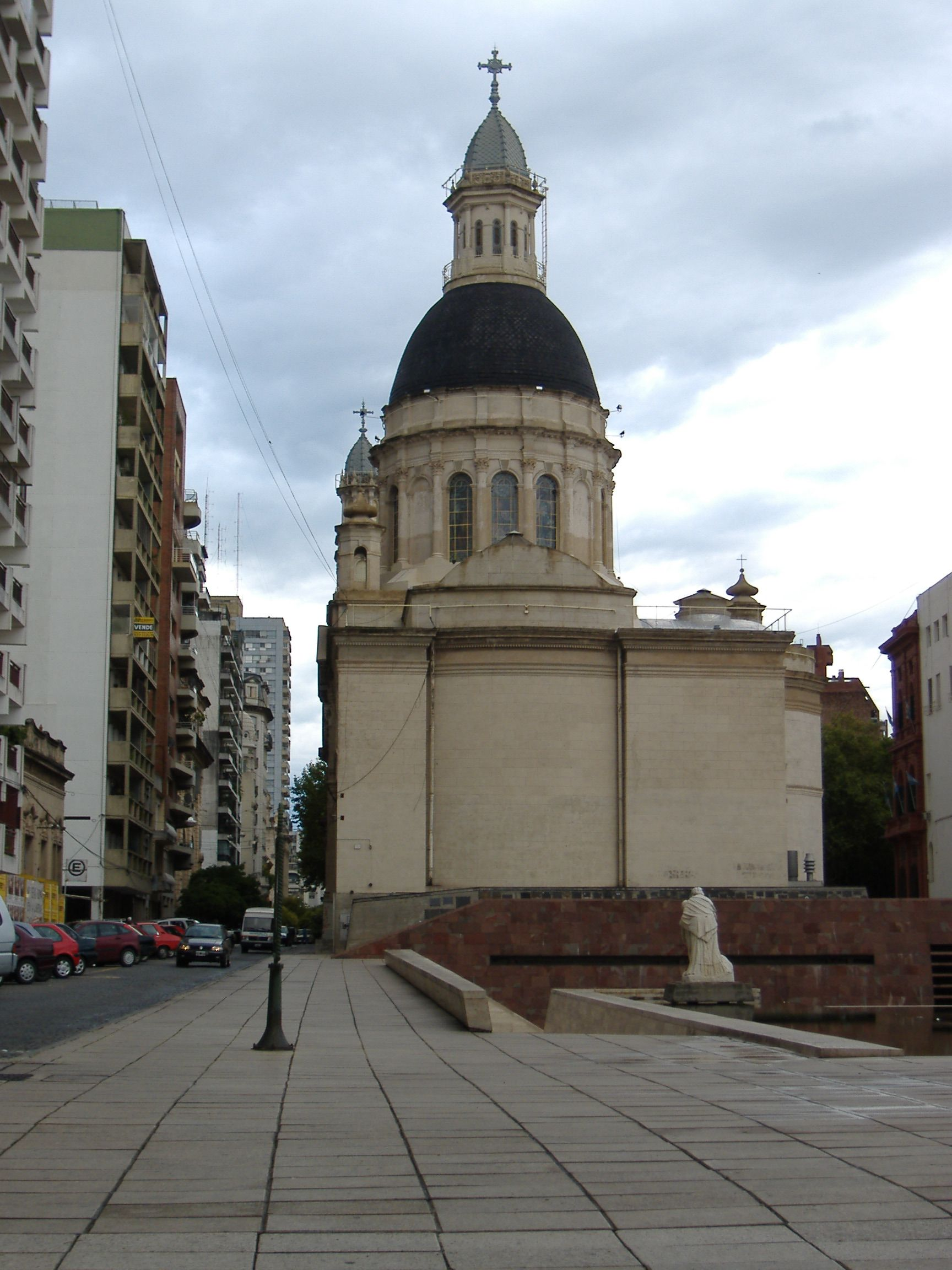
Catedral "Nuestra señora del Rosario"
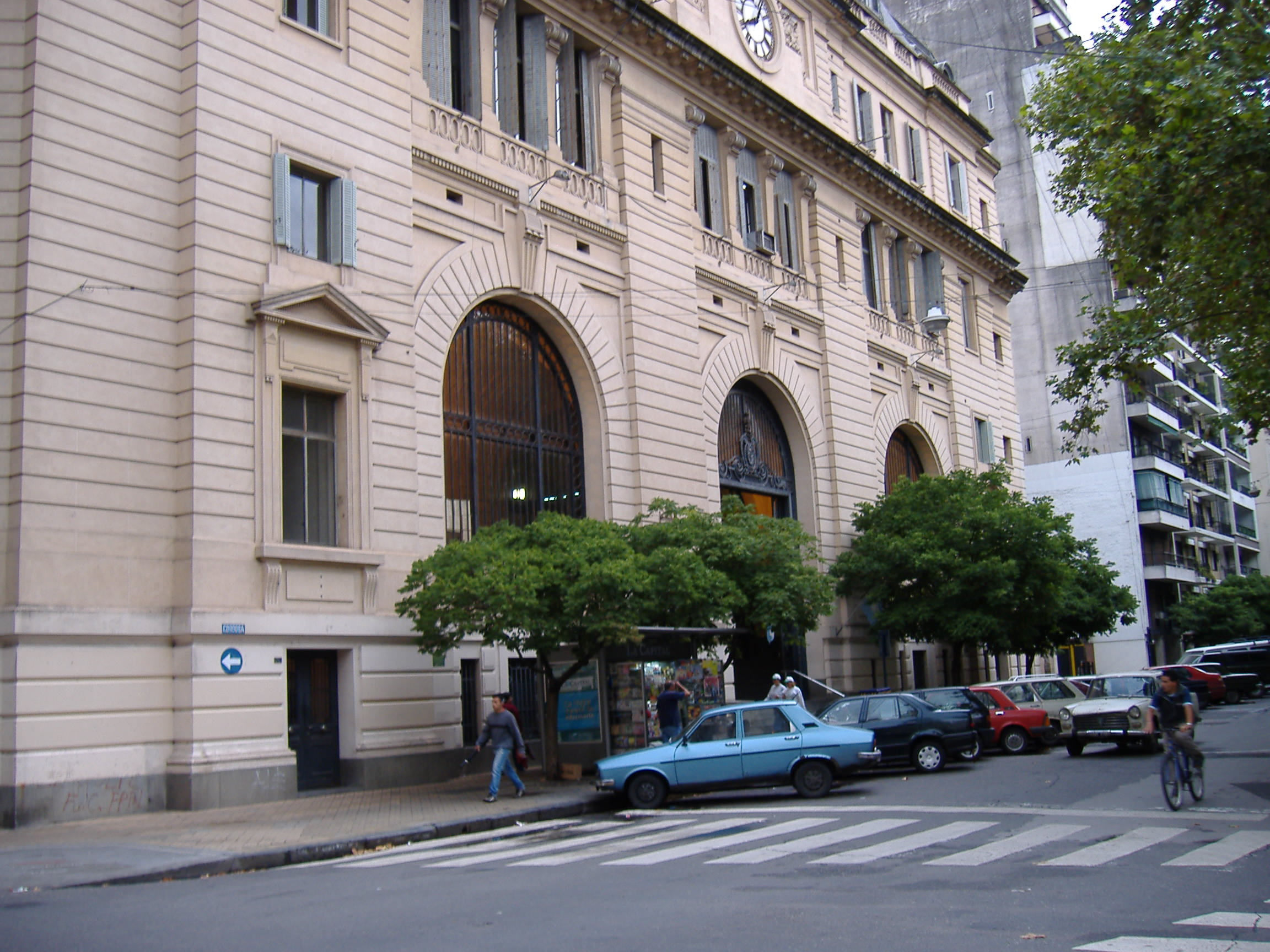
Correo Central, esquina con calle Buenos Aires
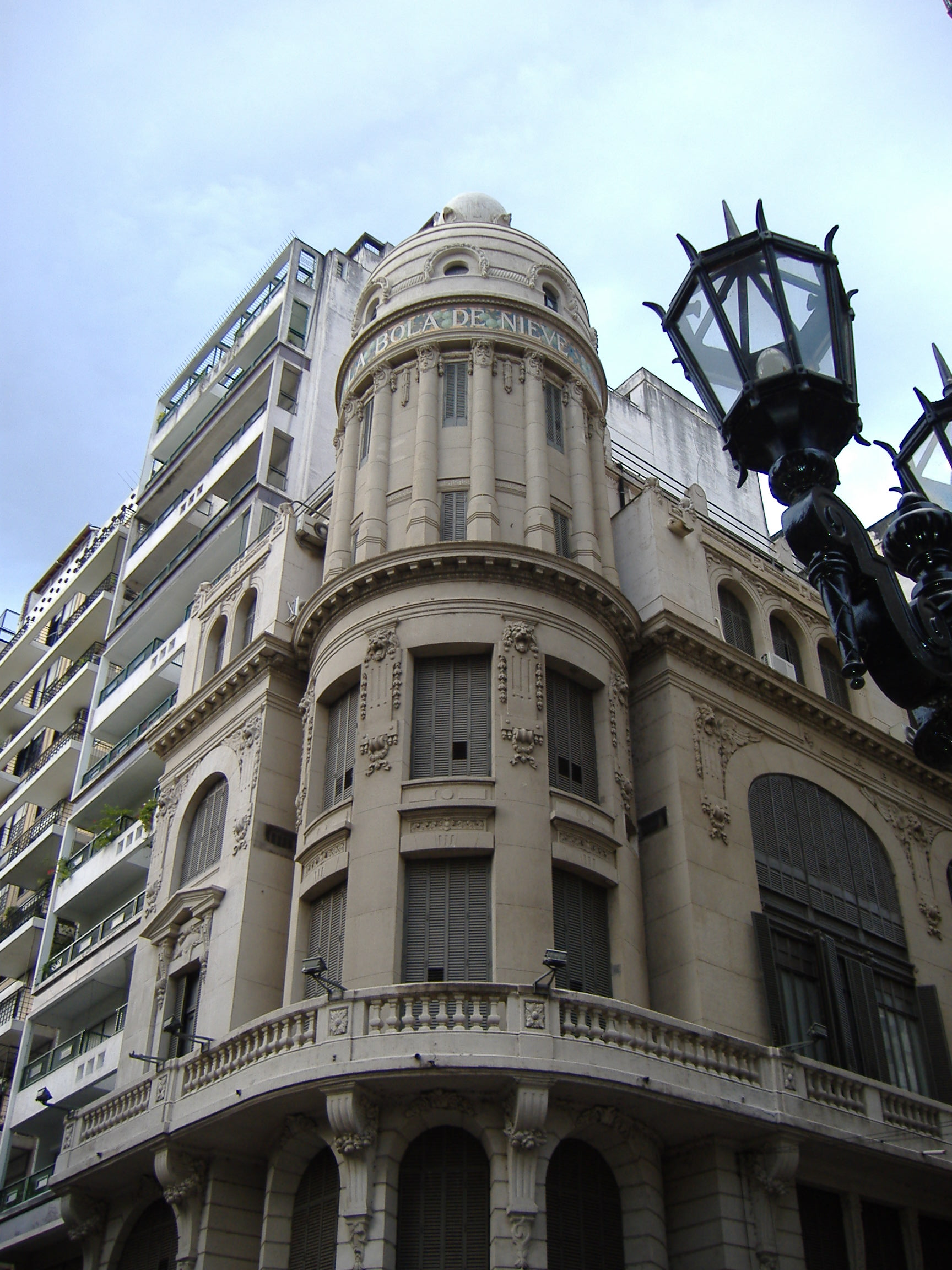
Edificio "La Bola de Nieve", esquina con calle Laprida
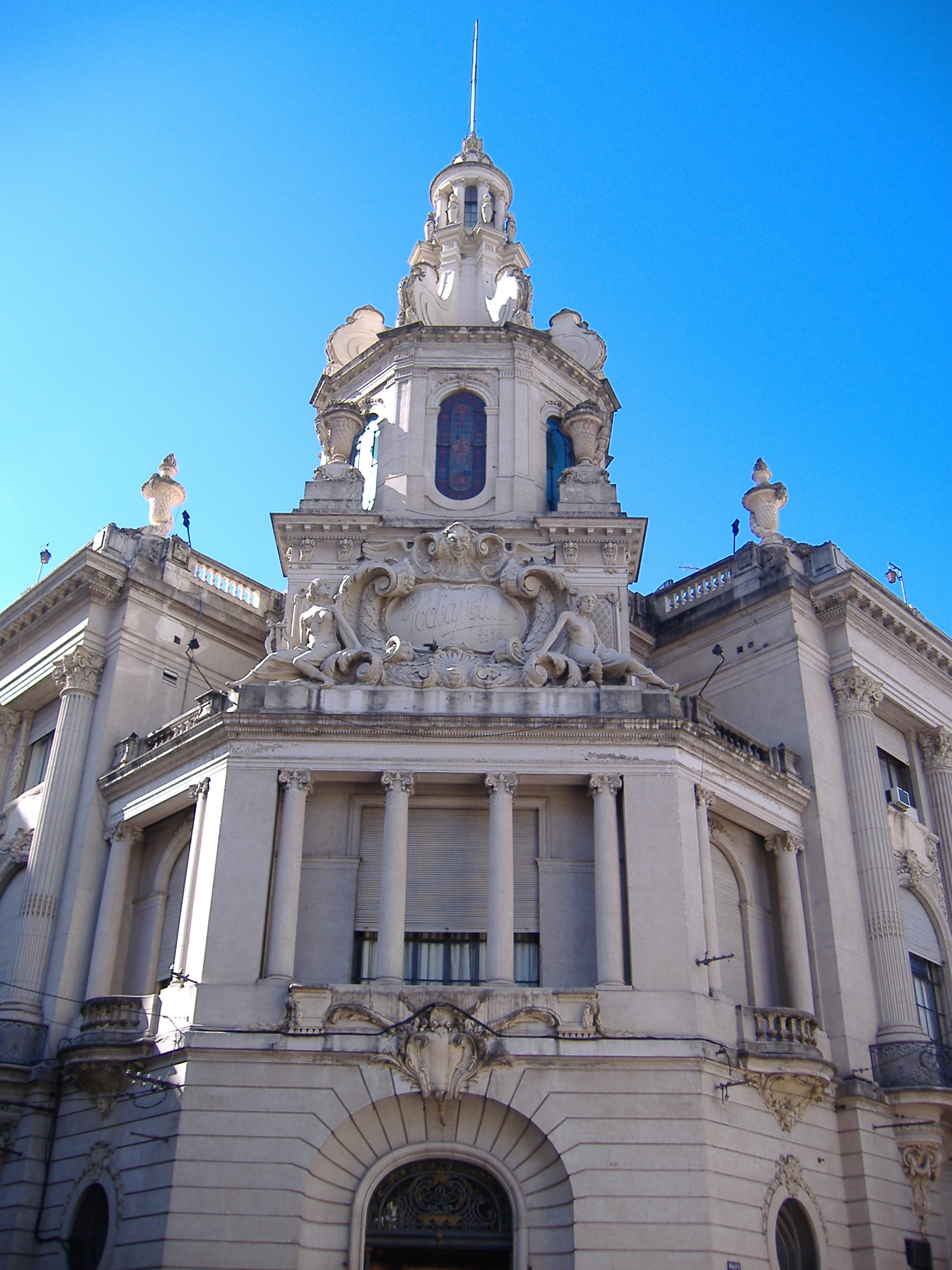
Sede del Jockey Club Rosario, esquina con calle Maipú
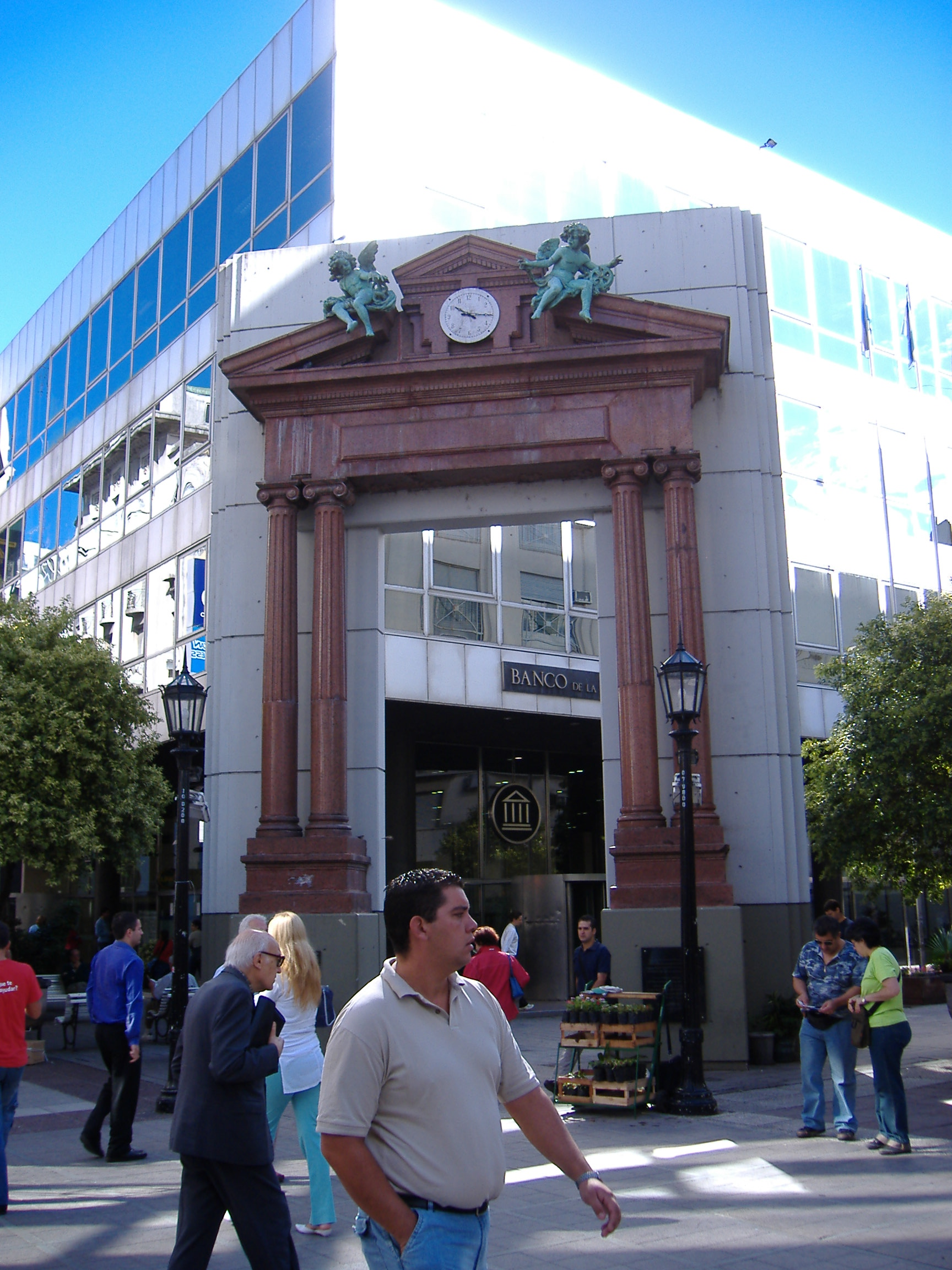
Banco de la Nación Argentina, esquina con calle San Martín
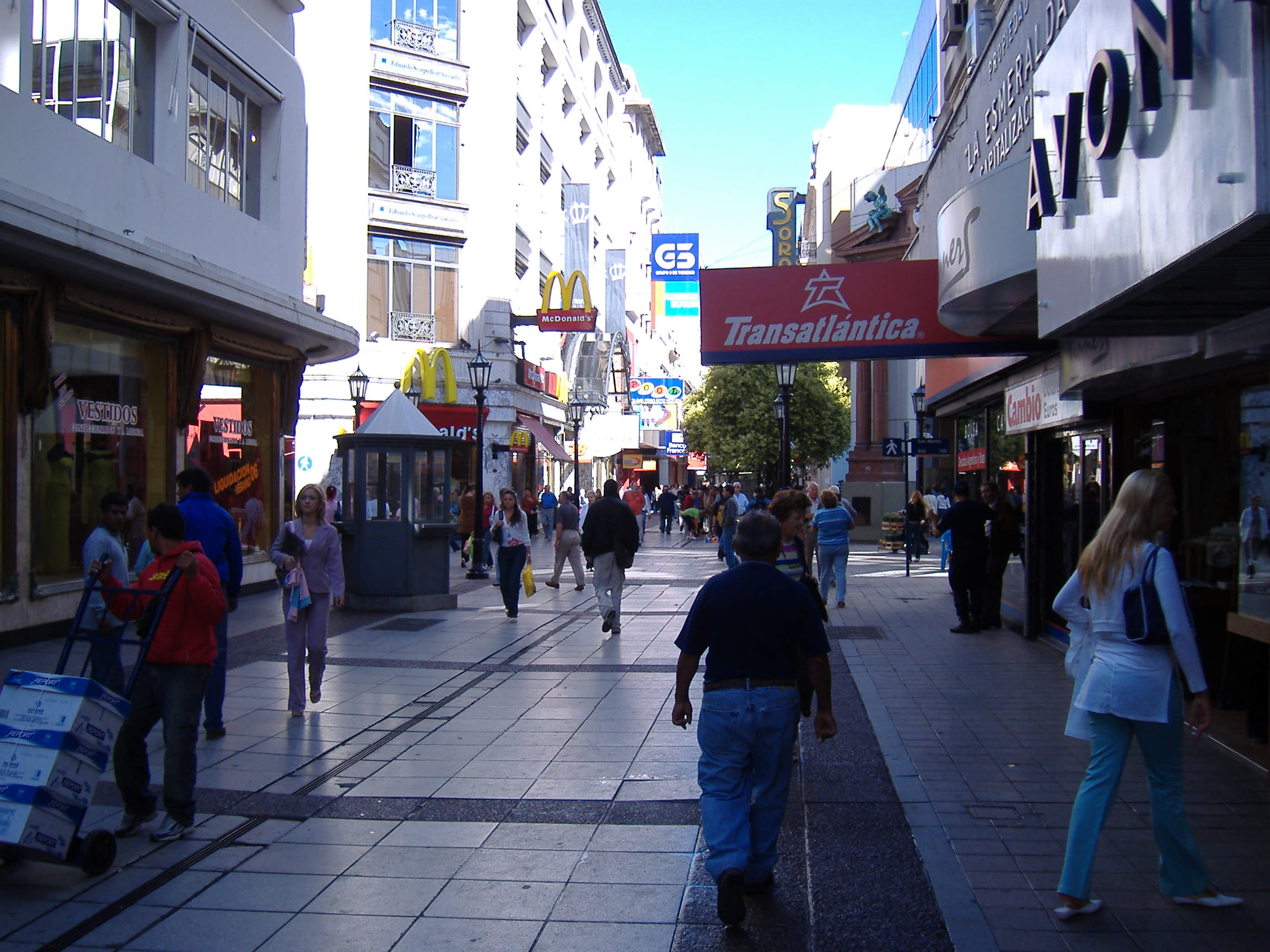
Peatonal Córdoba
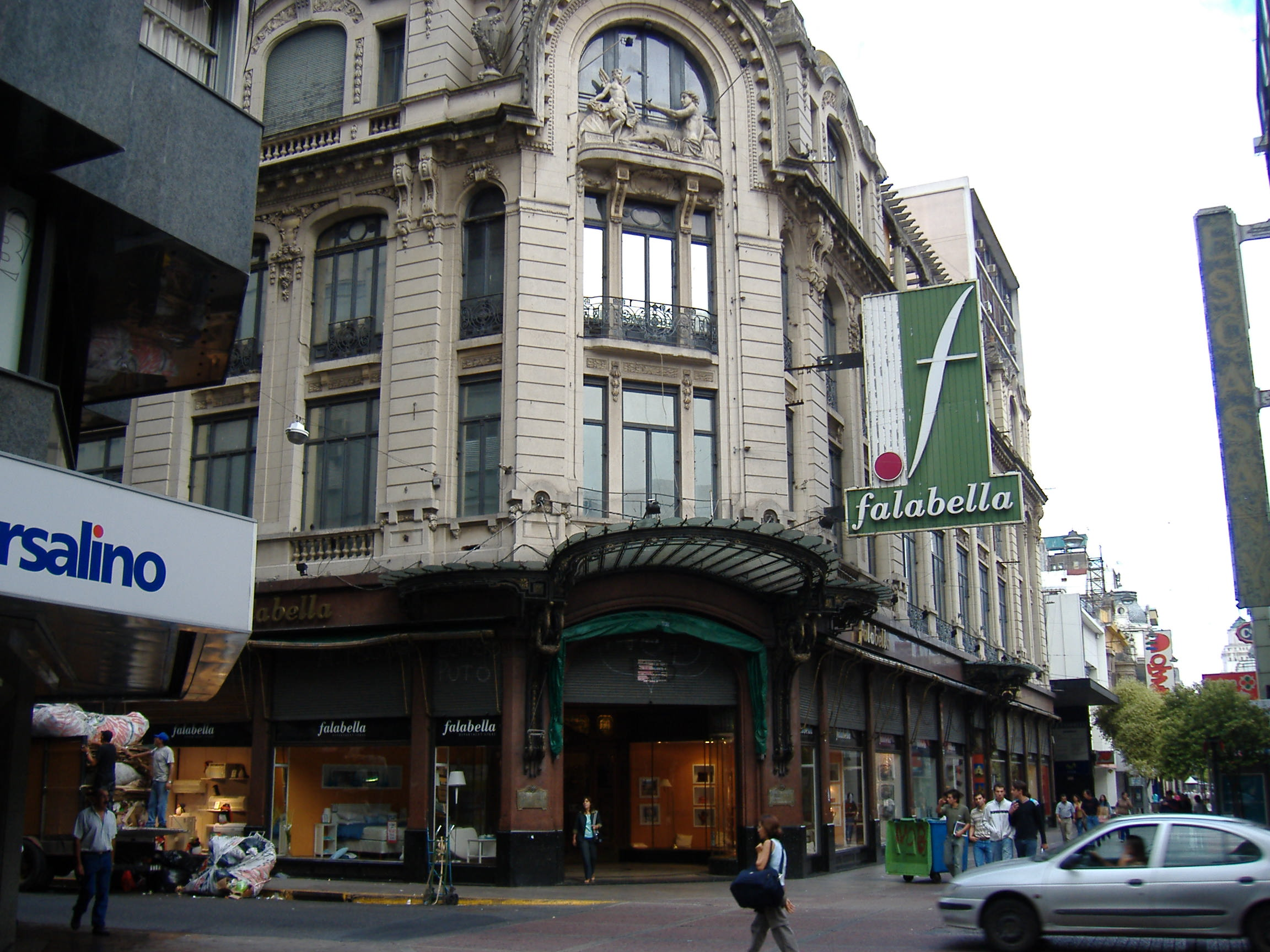
Tienda Falabella, esquina con calle Sarmiento
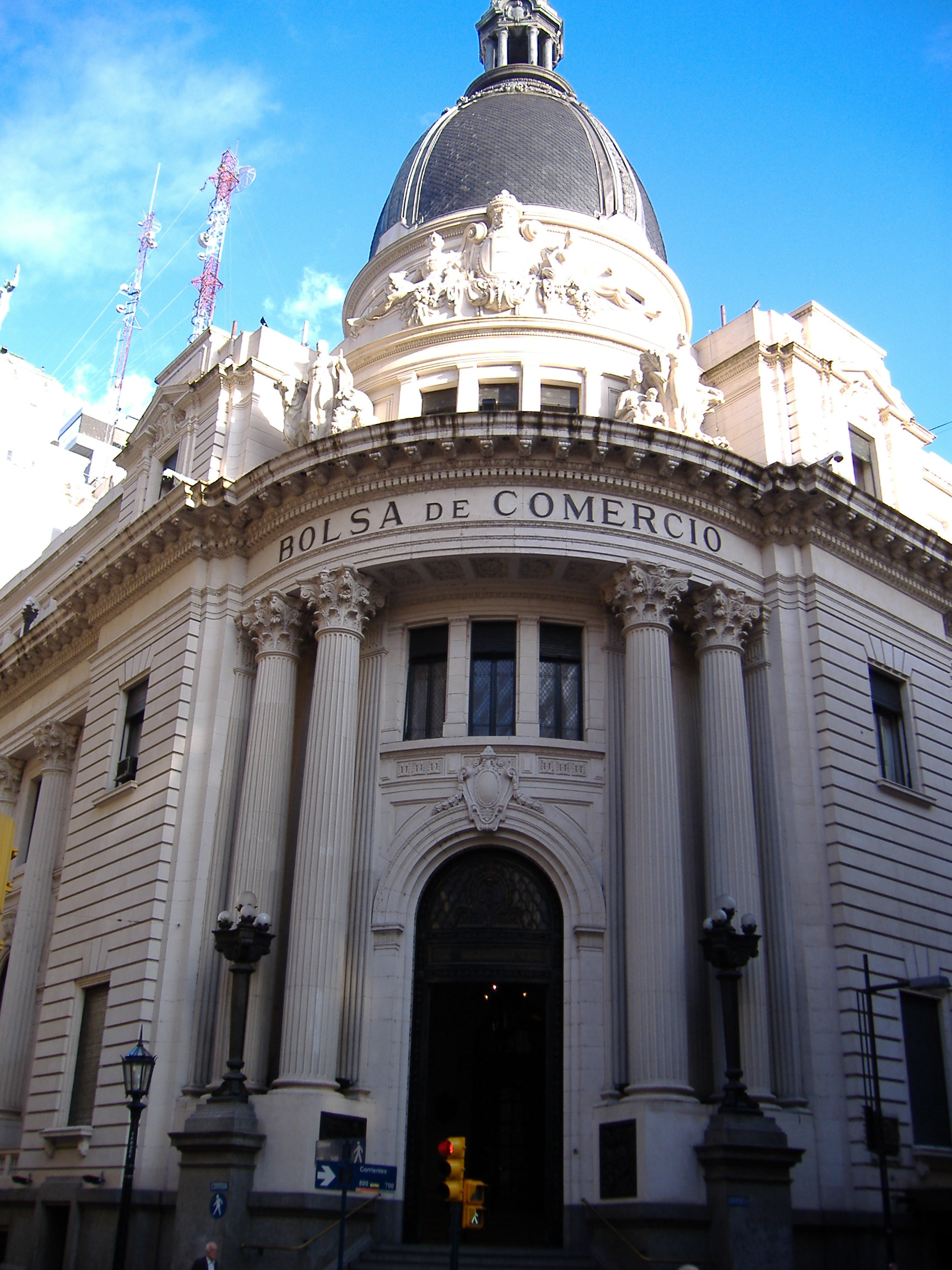
Bolsa de Comercio de Rosario, esquina con avenida Corrientes
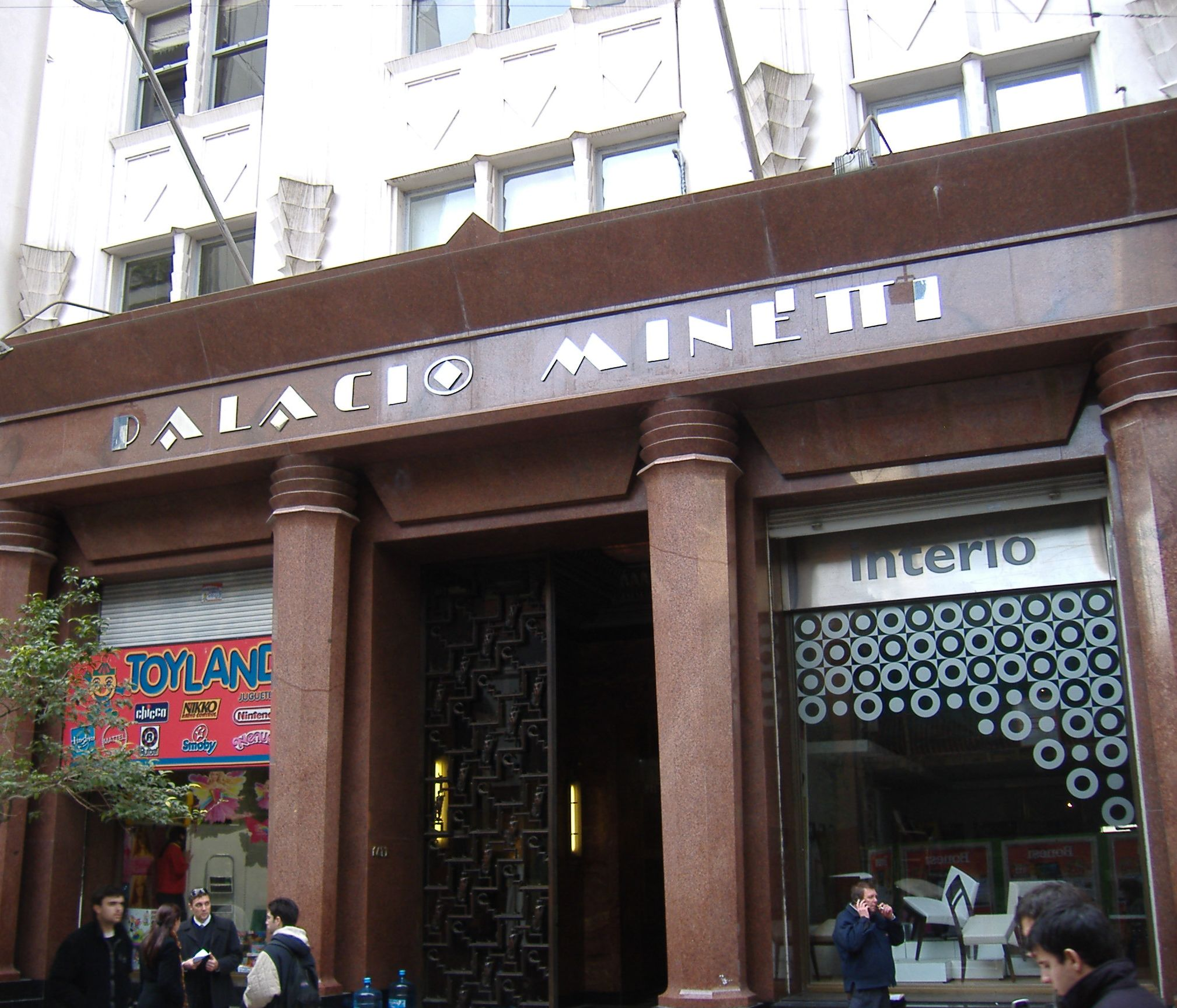
Palacio Minetti
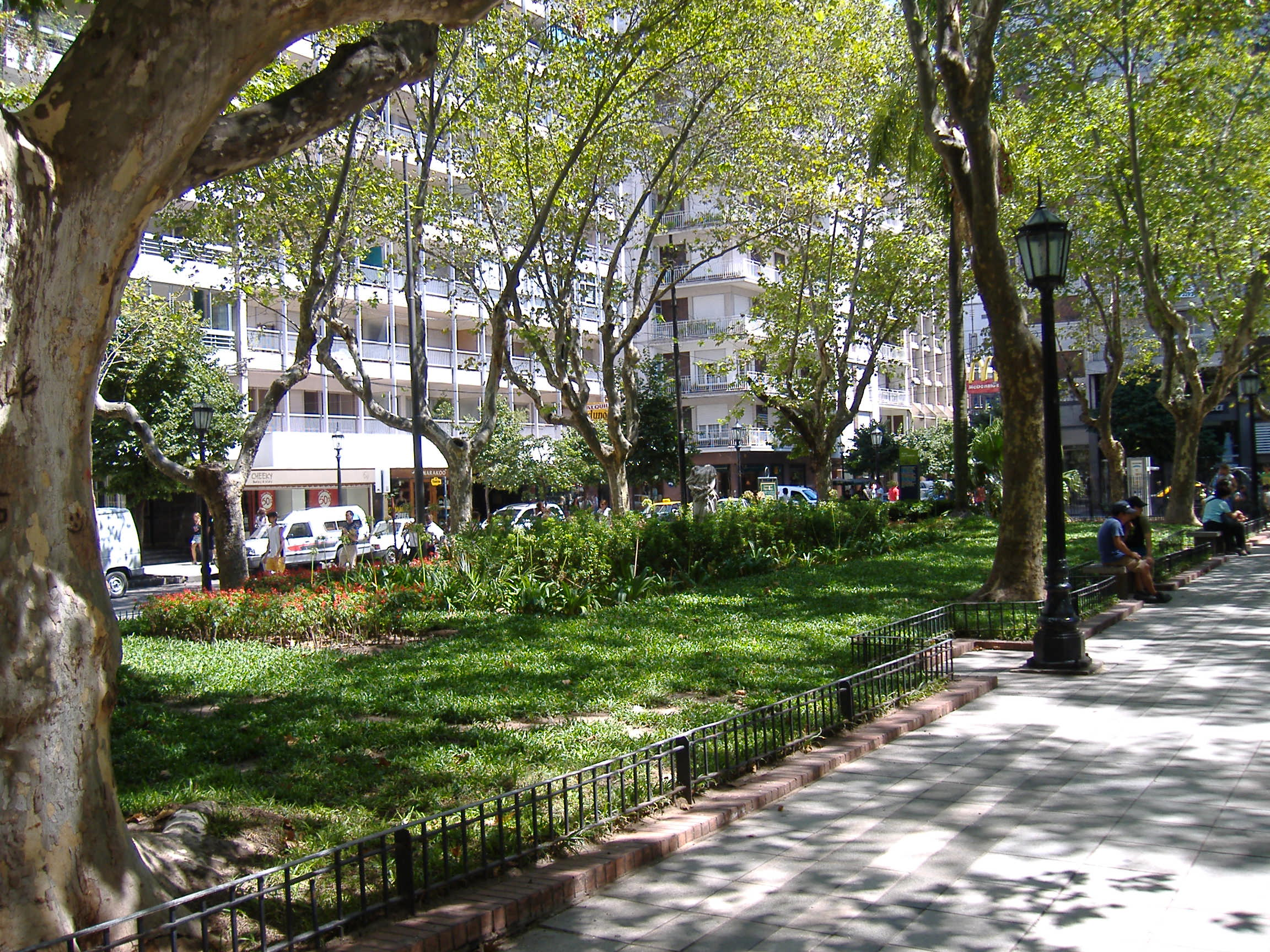
Plaza Pringles, Paseo del Siglo
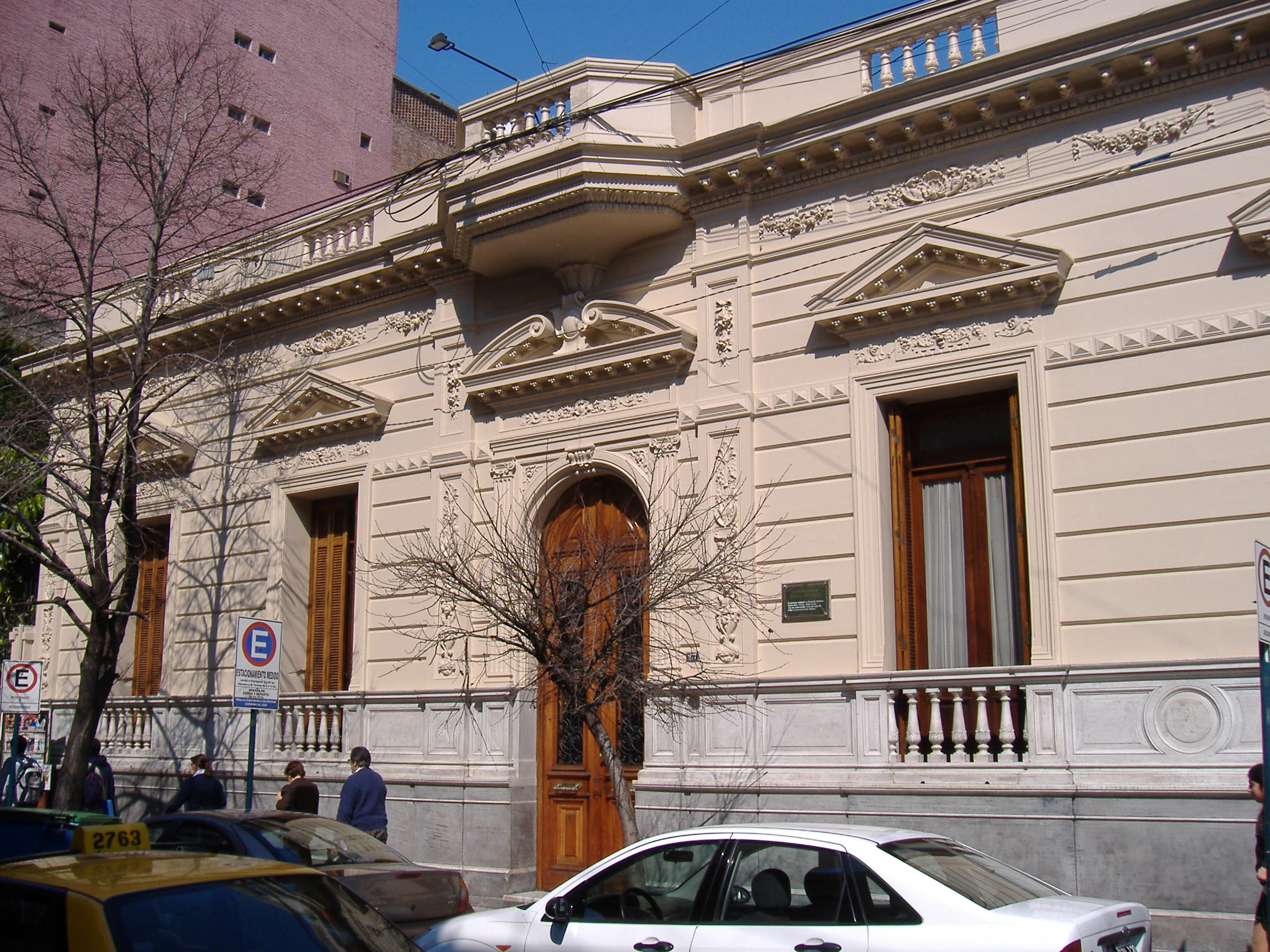
Arzobispado de Rosario, esquina con calle España
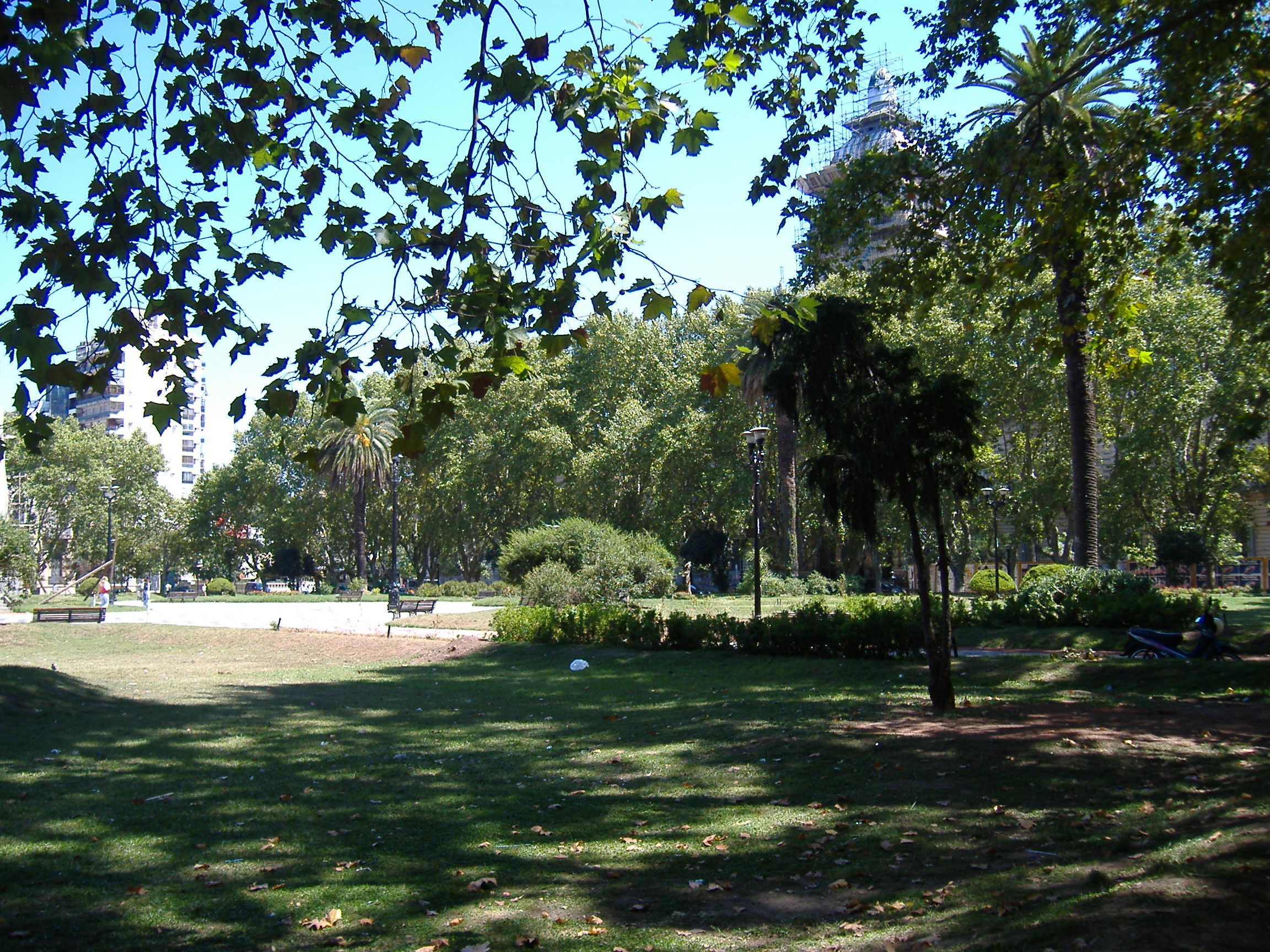
Plaza San Martín, Paseo del Siglo
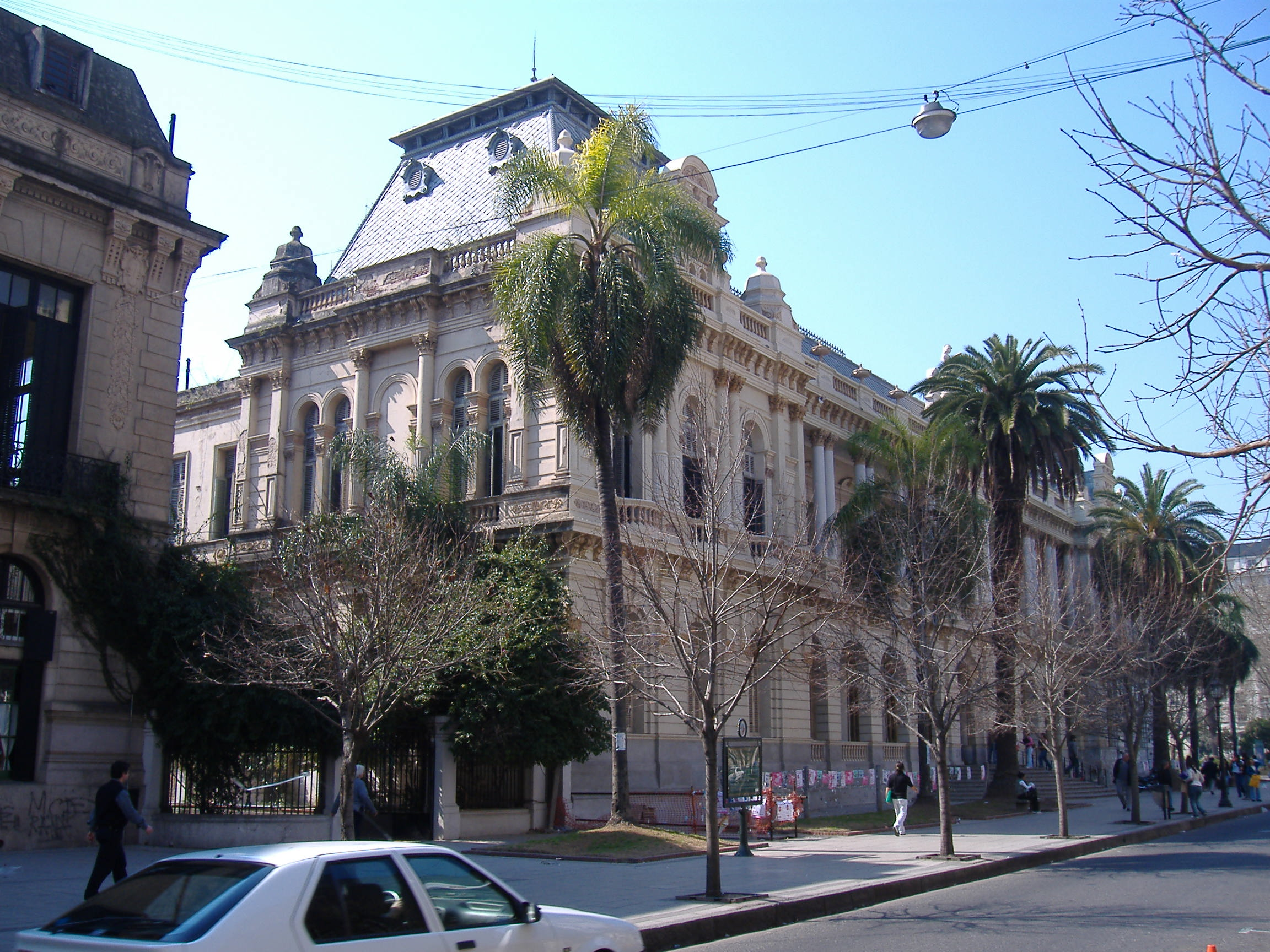
Facultad de Derecho UNR, Paseo del Siglo
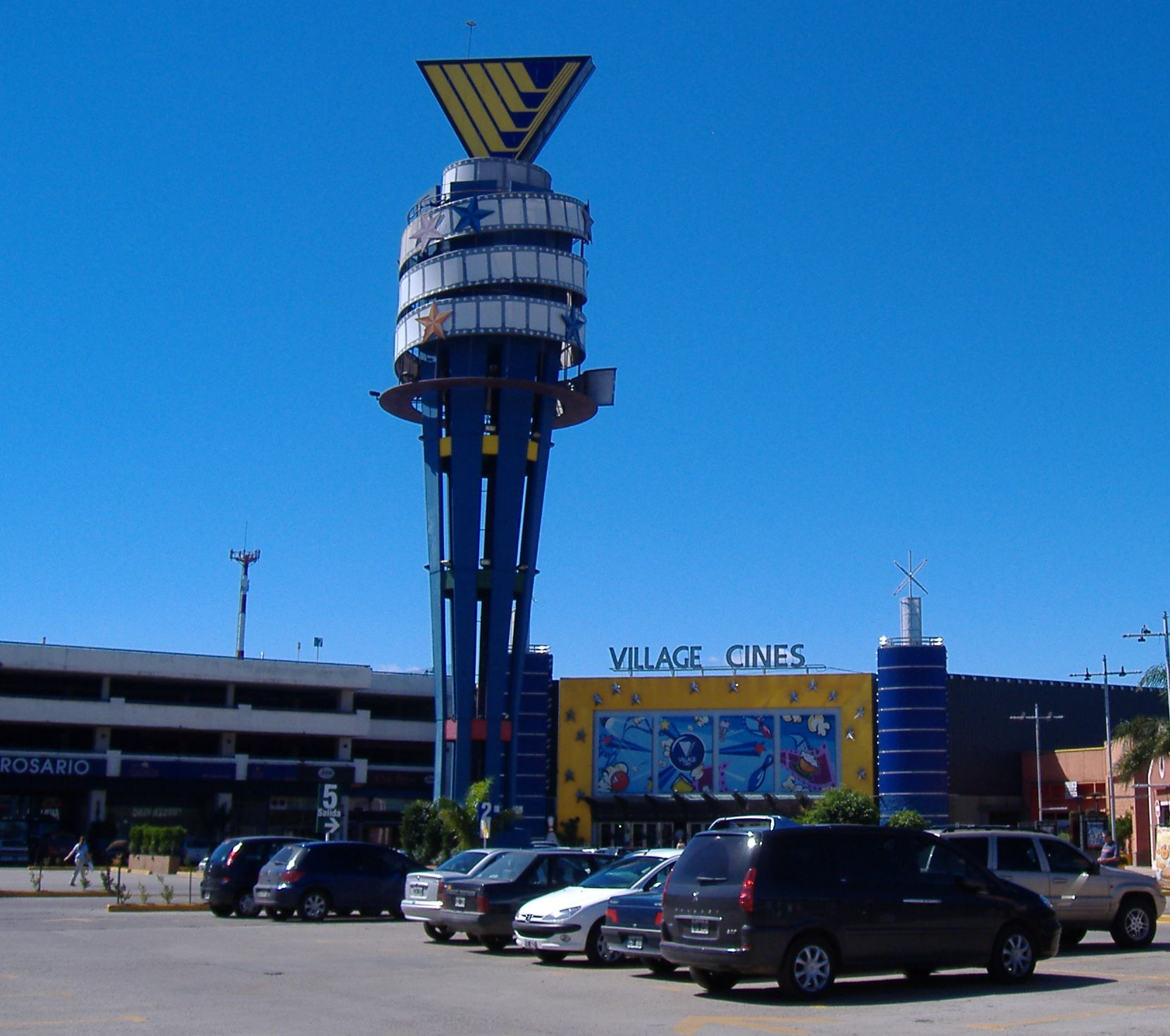
Complejo de cines Village, altura 5800
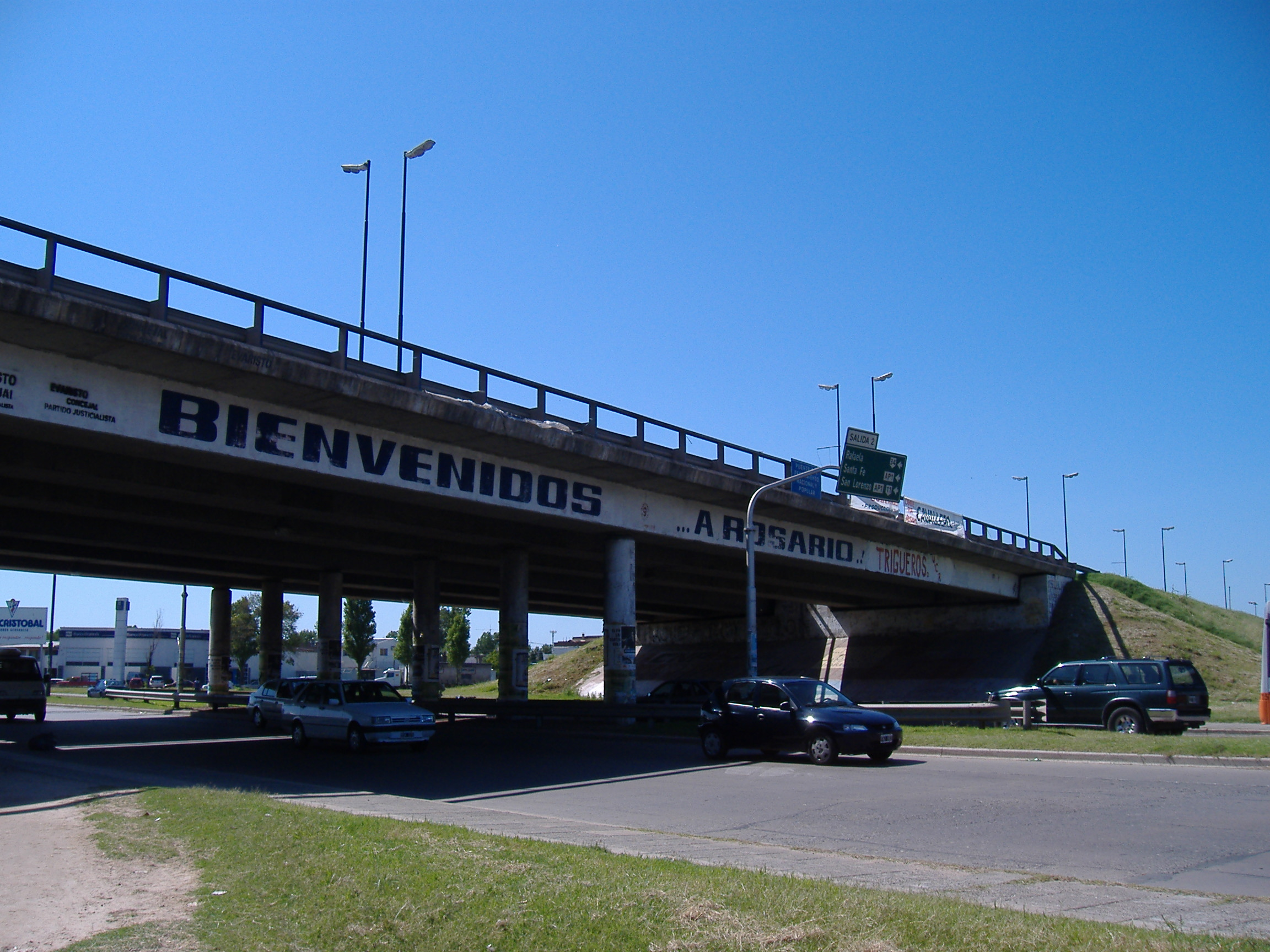
Cruce con la Avenida de Circunvalación